# Argiope bivittigera
Argiope bivittigera — вид павуків-колопрядів з всесвітньо поширеного роду Argiope. Великі, яскраво забарвлені самиці більші в декілька разів за дрібних самців. Живиться великими комахами. Отрута слабка, для людини безпечні. Поширені у Східній Азії: на Молуккських островах в Індонезії.

## Опис
Подібно до A. reinwardti та A. doleschalli має три поперечні яскраві перепаски на спинній поверхні черевця. Вид довгий час вважався синонімом  A. reinwardti, що базувалося на описі дорослої самиці Argiope bivittigera як ювенільної форми A. reinwardti. Види чітко розрізняються за будовою статевих органів самиці.

## Спосіб життя і поведінка
Самці ламають кінцевий членик педипальп у статевому отворі самиці.

## Розповсюдження
Поширені на Молуккських островах.